# Ascobolus lignatilis
Ascobolus lignatilis är en svampart som beskrevs av Alb. & Schwein. 1805. Ascobolus lignatilis ingår i släktet Ascobolus och familjen Ascobolaceae.  Arten är reproducerande i Sverige. Inga underarter finns listade i Catalogue of Life.